# Národní park Soomaa
Národní park Soomaa (estonsky Soomaa rahvuspark) je národní park v Estonsku. Rozkládá se v jihozápadní části země na území krajů Viljandimaa a Pärnumaa a má rozlohu 398 km². Leží na západním úpatí Sakalské pahorkatiny a protéká jím řeka Navesti. Nejbližším sídlem je Tipu, kde bylo zřízeno návštěvnické centrum parku. Parkem vede jedenáct naučných stezek a nachází se zde také muzeum hudebního skladatele Marta Saara. Turisté využívají zdejší rozsáhlé vodní plochy v létě k projížďkám na člunech a v zimě k bruslení.

## Historie
Národní park byl založen 8. prosince 1993. Název Soomaa znamená v estonštině „země bažin“ a jeho autorem je botanik Teodor Lippmaa. V roce 1997 byl park zapsán mezi lokality chráněné Ramsarskou úmluvou a od roku 2004 je součástí soustavy Natura 2000. Soomaa je držitelem certifikátu Federace Europarc za udržitelnou turistiku. Pro péči o park byla zřízena organizace Soomaa Sõprade Selts. Park chrání unikátní soubor mokřadů, lužních lesů a zaplavovaných luk s vysokou mírou biodiverzity. Nacházejí se zde četná rašeliniště, z nichž největší je desetihektarové Kuresoo. Písečná duna Ruunaraipe je s jedenácti metry nejvyšší v Estonsku. Při jarním tání, jemuž se zde říká „páté roční období“, stoupne hladina vody až o pět metrů a velká část parku je zaplavena. Místní obyvatelé pak používají k dopravě monoxyly zvané haabjas.

## Flóra a fauna
Na území parku se vyskytuje 540 druhů cévnatých rostlin, přes 200 druhů mechorostů a přes 360 druhů hub, z toho nejméně 29 druhů je chráněných. Zhruba polovinu území pokrývají dubové, osikové a borové lesy. Roste zde kosatec sibiřský, mečík střechovitý, česnek medvědí, žluťucha lesklá, blatouch bahenní, rozchodníkovec nachový a koniklec otevřený. Z velkých savců v národním parku žije bobr evropský, medvěd hnědý, los evropský, prase divoké a rys ostrovid. Soomaa je významné ptačí území, kde se běžně vyskytuje jeřáb popelavý, labuť malá, orel skalní, moták lužní, sýc rousný, koliha malá a tetřívek obecný. Ve vodě je hojný velevrub tupý, štika obecná a ouklej obecná.